# Drehfräsen
Das Drehfräsen ist ein spanendes Fertigungsverfahren, bei dem die Arbeitsweisen des Drehens und des Fräsens kombiniert sind, indem mit einem Messerkopfstirnfräser – an einem senkrecht zum Fräser rotierenden Werkstück – Werkstücke bearbeitet werden, die meist rotationssymmetrisch sind. Der selbstangetriebene Fräser arbeitet dabei mit einem Längsvorschub parallel zum Werkstück.
Es werden zwei Verfahrensvarianten des Drehfräsens unterschieden:
- Beim  orthogonalen Drehfräsen sind Werkzeugachse und Rotationsachse des Werkstücks senkrecht angeordnet. Der Fräser fährt mit einer axialen Vorschubbewegung und einer Rotation der Welle eine schraubenförmige Bewegung relativ zum Werkstück, demzufolge ist das Drehfräsen eine Variante des Schraubfräsens.
- Beim achsparallelen Drehfräsen sind beide Rotationsachsen parallel zueinander, die Anordnung des Fräswerkzeuges ermöglicht sowohl die Innen- als auch die Außenbearbeitung.

Das achsparallele Drehfräsen wird für die Futterbearbeitung (innen oder außen) eingesetzt. Bei der Bearbeitung von Wellen mit dieser Verfahrensvariante werden meist sehr große Scheibenfräser eingesetzt. Als Alternative für diese großen und kostenintensiven Werkzeuge, bietet sich insbesondere bei der Wellenbearbeitung das orthogonale Drehfräsen an, beispielsweise Walzenstirn- oder Torusfräser. Als Schneidstoffe werden zumeist beschichtete Hartmetalle oder bei der Hartbearbeitung CBN und Keramik eingesetzt.
Bei der Anordnung der Achsen wird zwischen zentrischer und exzentrischer Anordnung unterschieden:
- Beim zentrischen Drehfräsen schneiden sich die Achsen des Werkzeugs und des Werkstücks in einem Punkt,
- beim exzentrischen Drehfräsen sind die Achsen des Werkzeugs und des Werkstücks um einen Betrag, die Exzentrizität, zueinander versetzt.

Hohe Oberflächenqualitäten (geringe Facettenbildung) ergeben sich beim Drehfräsen nur durch extreme Einstellungen der Fräser- und Wellendrehzahl.
Mit der Drehfrästechnik können exzentrische Bauteile mit hohen Schnittgeschwindigkeiten bearbeitet werden, die ansonsten mit geringen Schnittgeschwindigkeiten exzentrisch gedreht oder gewirbelt werden müssen. Bei der Herstellung von Entlastungsnute an Kurbelwellen konnten gegenüber einer konventionellen Herstellung durch das Drehfräsen etwa 80–90 % der Fertigungszeit bei gleichzeitiger Verbesserung der Oberflächenqualität erreicht werden.